# Mô hình màu RGB

Phối trộn màu bổ sung: thêm đỏ vào xanh lá cây tạo ra vàng; thêm vàng vào xanh lam tạo ra trắng.

Mô hình màu RGB sử dụng mô hình bổ sung trong đó ánh sáng đỏ, xanh lục và xanh lam được tổ hợp với nhau theo nhiều phương thức khác nhau để tạo thành các màu khác. Từ viết tắt RGB trong tiếng Anh có nghĩa là đỏ (red), xanh lục (green) và xanh lam (blue), là ba màu cơ bản trong các mô hình ánh sáng bổ sung.
Cũng lưu ý rằng mô hình màu RGB tự bản thân nó không định nghĩa thế nào là "đỏ", "xanh lục" và "xanh lam" một cách chính xác, vì thế với cùng các giá trị như nhau của RGB có thể mô tả các màu tương đối khác nhau trên các thiết bị khác nhau có cùng một mô hình màu. Trong khi chúng cùng chia sẻ một mô hình màu chung, không gian màu thực sự của chúng là dao động một cách đáng kể.

## Lịch sử
Sử dụng mô hình màu RGB như một tiêu chuẩn biểu thị màu trên Internet có nguồn gốc từ các tiêu chuẩn cho ti vi màu năm 1952 của RCA và việc sử dụng tiêu chuẩn RGB bởi Edwin Land trong các camera Land / Polaroid.

## Cơ sở sinh học
Các màu gốc có liên quan đến các khái niệm sinh học hơn là vật lý, nó dựa trên cơ sở phản ứng sinh lý học của mắt người đối với ánh sáng. Mắt người có các tế bào cảm quang có hình nón nên còn được gọi là tế bào hình nón, các tế bào này thông thường có phản ứng cực đại với ánh sáng vàng - xanh lá cây (tế bào hình nón L), xanh lá cây (tế bào hình nón M) và xanh lam (tế bào hình nón S) tương ứng với các bước sóng khoảng 564 nm, 534 nm và 420 nm. Ví dụ, màu vàng thấy được khi các tế bào cảm nhận màu xanh ánh vàng được kích thích nhiều hơn một chút so với tế bào cảm nhận màu xanh lá cây và màu đỏ cảm nhận được khi các tế bào cảm nhận màu vàng - xanh lá cây được kích thích nhiều hơn so với tế bào cảm nhận màu xanh lá cây.
Mặc dù biên độ cực đại của các phản xạ của các tế bào cảm quang không diễn ra ở các bước sóng của màu "đỏ", "xanh lục" và "xanh lam", ba màu này được mô tả như là các màu gốc vì chúng có thể sử dụng một cách tương đối độc lập để kích thích ba loại tế bào cảm quang.
Để sinh ra khoảng màu tối ưu cho các loài động vật khác, các màu gốc khác có thể được sử dụng. Với các loài vật có bốn loại tế bào cảm quang, chẳng hạn như nhiều loại chim, người ta có lẽ phải nói là cần tới bốn màu gốc; cho các loài vật chỉ có hai loại tế bào cảm quang, như phần lớn các loại động vật có vú, thì chỉ cần hai màu gốc.

## RGB và hiển thị
Một trong những ứng dụng phổ biến nhất của mô hình màu RGB là việc hiển thị màu sắc trong các ống tia âm cực, màn hình tinh thể lỏng hay màn hình plasma, chẳng hạn như màn hình máy tính hay ti vi. Mỗi điểm ảnh trên màn hình có thể được thể hiện trong bộ nhớ máy tính như là các giá trị độc lập của màu đỏ, xanh lá cây và xanh lam. Các giá trị này được chuyển đổi thành các cường độ và gửi tới màn hình. Bằng việc sử dụng các tổ hợp thích hợp của các cường độ ánh sáng đỏ, xanh lục và xanh lam, màn hình có thể tái tạo lại phần lớn các màu trong khoảng đen và trắng. Các phần cứng hiển thị điển hình được sử dụng cho các màn hình máy tính trong năm 2003 sử dụng tổng cộng 24 bit thông tin cho mỗi điểm ảnh (trong tiếng Anh thông thường được biết đến như bits per pixel hay bpp). Nó tương ứng với mỗi 8 bit cho màu đỏ, xanh lá cây và xanh lam, tạo thành một tổ hợp 256 các giá trị có thể, hay 256 mức cường độ cho mỗi màu. Với hệ thống như thế, khoảng 16,7 triệu màu rời rạc có thể tái tạo.

### Công nghiệp điện tử
RGB là một dạng của tín hiệu thành phần của video, được sử dụng trong ngành công nghiệp điện tử chế tạo các thiết bị nghe nhìn. Nó gồm có ba tín hiệu - đỏ, xanh lục và xanh lam - được truyền đi trong ba dây cáp riêng biệt. Các cáp bổ sung đôi khi là cần thiết để truyền đi các tín hiệu đồng bộ. Các định dạng tín hiệu RGB thông thường dựa trên các phiên bản sửa đổi của các tiêu chuẩn RS-170 và RS-343 cho các thiết bị hiển thị video đơn sắc. Loại hình này của tín hiệu video được sử dụng rộng rãi ở châu Âu vì nó là tín hiệu có chất lượng tốt nhất có thể truyền đi trong các bộ kết nối SCART tiêu chuẩn. Ngoài phạm vi châu Âu, RGB không phải là dạng tín hiệu video phổ biến – S-Video chiếm vị trí này trong phần lớn các khu vực phi-Âu châu. Tuy nhiên, phần lớn các màn hình máy tính trên thế giới sử dụng RGB.

## Biểu diễn dạng số 24 bit
Khi biểu diễn dưới dạng số, các giá trị RGB trong mô hình 24 bpp (bits per pixel) thông thường được ghi bằng cặp ba số nguyên giữa 0 và 255 (28-1), mỗi số đại diện cho cường độ của màu đỏ, xanh lục, xanh lam trong trật tự như thế.
Số lượng màu tối đa sẽ là: 
{\displaystyle 256\times 256\times 256\!\,} hay {\displaystyle 256^{3}\!\,} hay {\displaystyle 2^{24}=16.777.216\!\,}
Ví dụ:
- (0, 0, 0) là màu đen
- (255, 255, 255) là màu trắng
- (255, 0, 0) là màu đỏ
- (0, 255, 0) là màu xanh lá cây
- (0, 0, 255) là màu xanh dương
- (255, 255, 0) là màu vàng
- (0, 255, 255) là màu ngọc lam
- (255, 0, 255) là màu hồng

Định nghĩa trên sử dụng thỏa thuận được biết đến như là toàn bộ khoảng RGB. Thông thường, RGB cho video kỹ thuật số không phải là toàn bộ khoảng này. Thay vì thế video RGB sử dụng thỏa thuận với thang độ và các giá trị tương đối chẳng hạn như (16, 16, 16) là màu đen, (235, 235, 235) là màu trắng v.v. Ví dụ, các thang đọ và giá trị tương đối này được sử dụng cho định nghĩa RGB kỹ thuật số trong CCIR 601.

### Kiểu 16 bit
Còn có kiểu 16 bpp, trong đó hoặc là có 5 bit cho mỗi màu, gọi là kiểu 555 hay thêm một bit còn lại cho màu xanh lá cây (vì mắt có thể cảm nhận màu này tốt hơn so với các màu khác), gọi là kiểu 565. Kiểu 24 bpp nói chung được gọi là thật màu, trong khi kiểu 16 bpp được gọi là cao màu.

### Kiểu 32 bit
Cái gọi là kiểu 32 bpp phần lớn là sự đồng nhất chính xác với kiểu 24 bpp, do ở đây thực sự cũng chỉ có 8 bit cho mỗi màu thành phần, tám bit dư đơn giản là không sử dụng (ngoại trừ khả năng sử dụng như là kênh alpha). Lý do của việc mở rộng của kiểu 32 bpp là vận tốc cao hơn mà phần lớn các phần cứng ngày nay có thể truy cập các dữ liệu được sắp xếp trong các địa chỉ byte có thể chia được ngang nhau theo cấp số của 2, so với các dữ liệu không được sắp xếp như vậy.

### Kiểu 48 bit
"Kiểu 16-bit" cũng có thể để chỉ tới 16 bit cho mỗi màu thành phần, tạo ra trong kiểu 48 bpp. Kiểu này làm cho nó có khả năng biểu thị 65.535 sắc thái mỗi màu thành phần thay vì chỉ có 255. Nó đầu tiên được sử dụng trong chỉnh sửa hình ảnh chuyên nghiệp, như Photoshop của Adobe để duy trì sự chính xác cao hơn khi có hơn một thuật toán lọc hình ảnh được sử dụng đối với hình ảnh đó. Với chỉ có 8 bit cho mỗi màu, các sai số làm tròn có xu hướng tích lũy sau mỗi thuật toán lọc hình ảnh được sử dụng và làm biến dạng kết quả cuối cùng.

### RGBA
Với nhu cầu về các hình ảnh ghép đã xuất hiện phương án của RGB trong đó thêm vào kênh 8 bit dư cho độ trong suốt, vì thế tạo ra định dạng 32 bpp. Kênh trong suốt được biết đến phổ biến hơn như là kênh alpha, vì thế định dạng này có tên là RGBA. Cũng lưu ý rằng vì nó không thay đổi bất kỳ cái gì trong mô hình RGB, nên RGBA không phải là một mô hình màu khác biệt, nó chỉ là định dạng tệp (file) trong đó bổ sung thêm thông tin về độ trong suốt cùng với thông tin về màu trong cùng một tệp.

### Phi tuyến tính
Cường độ của màu hiển thị trên các thiết bị hiển thị hình ảnh thông thường không tỷ lệ thuận với các giá trị R, G, B. Ví dụ, giá trị 127 là rất gần với giá trị chính giữa của 0 và 255, cường độ ánh sáng của thiết bị hiển thị khi phải hiển thị giá trị (127, 127, 127) chỉ bằng khoảng 18% của giá trị khi hiển thị giá trị (255, 255, 255), chứ không phải 50%. Xem sửa chữa gamma để biết thêm chi tiết của vấn đề này.

### Kiểm tra màu sắc chuyên nghiệp
Việc tái tạo một cách thích hợp của màu sắc trong các môi trường chuyên nghiệp yêu cầu việc kiểm tra màu sắc một cách rộng rãi cho mọi thiết bị tham gia vào quá trình sản xuất. Điều này là kết quả của một vài chuyển đổi trong suốt giữa các không gian màu phụ thuộc thiết bị trong chu trình sản xuất điển hình để đảm bảo sự đồng nhất màu sắc trong quá trình sản xuất. Bên cạnh những quá trình sáng tạo thì mọi sự can thiệp như vậy trên các hình ảnh số hóa cũng làm ảnh hưởng đến chất lượng hình ảnh do sự suy giảm gam màu. Vì thế càng nhiều gam màu của hình ảnh gốc thì càng có nhiều quy trình nó có thể hỗ trợ mà không tạo ra những suy giảm rõ nét. Các thiết bị chuyên nghiệp và các công cụ phần mềm cho phép người ta có thể làm việc với những hình ảnh 48 bpp (16 bit trên một kênh) để tăng mật độ của các gam màu.

## Màu sắc trong thiết kế Web
Màu sắc được sử dụng trong thiết kế web thông thường được biểu diễn với việc sử dụng RGB; xem các màu web để có giải thích cho việc sử dụng màu sắc trong ngôn ngữ HTML và các ngôn ngữ liên quan khác. Ban đầu, sự giới hạn độ sâu màu của phần lớn các màn hình đã dẫn tới sự giới hạn bảng màu là 216 màu RGB - được định nghĩa bởi Netscape Color Cube. Tuy nhiên, với sự thống trị của các thiết bị hiển thị 24-bit, việc sử dụng toàn bộ 16,7 triệu màu bằng các mã màu RGB trong mã HTML sẽ không phải là vấn đề với phần lớn người sử dụng.
Nói ngắn gọn, bảng màu an toàn của web chứa 216 tổ hợp của đỏ, xanh lá cây, xanh lam và mỗi màu có thể có một trong 6 giá trị (trong hệ thập lục phân hay số hex) là: #00, #33, #66, #99, #CC, hay #FF. Rõ ràng là, 63 = 216.
Mô hình màu RGB cho HTML đã dược chấp nhận về mặt hình thức là tiêu chuẩn Internet trong HTML 3.2, tuy nhiên nó đã được sử dụng từ trước đó.